# Askov
Askov és una població dels Estats Units a l'estat de Minnesota. Segons el cens del 2000 tenia 368 habitants.

## Demografia
Segons el cens del 2000, Askov tenia 368 habitants, 165 habitatges, i 92 famílies. La densitat de població era de 111 habitants per km².
Dels 165 habitatges en un 29,1% hi vivien nens de menys de 18 anys, en un 40,6% hi vivien parelles casades, en un 9,7% dones solteres, i en un 44,2% no eren unitats familiars. En el 40% dels habitatges hi vivien persones soles el 24,8% de les quals corresponia a persones de 65 anys o més que vivien soles. El nombre mitjà de persones vivint en cada habitatge era de 2,23 i el nombre mitjà de persones que vivien en cada família era de 3,05.
Per edats la població es repartia de la següent manera: un 25,8% tenia menys de 18 anys, un 11,1% entre 18 i 24, un 22% entre 25 i 44, un 20,9% de 45 a 60 i un 20,1% 65 anys o més.
L'edat mediana era de 38 anys. Per cada 100 dones de 18 o més anys hi havia 89,6 homes.
La renda mediana per habitatge era de 28.472 $ i la renda mediana per família de 36.250 $. Els homes tenien una renda mediana de 27.375 $ mentre que les dones 24.375 $. La renda per capita de la població era de 14.583 $. Entorn del 5,3% de les famílies i el 9,2% de la població estaven per davall del llindar de pobresa.

## Poblacions més properes
El següent diagrama mostra les poblacions més properes.